# هرلی (نیویورک)
هرلی (به انگلیسی: Hurley) یک منطقهٔ مسکونی در ایالات متحده آمریکا است که در شهرستان اولستر، نیویورک واقع شده‌است. هرلی ۹۳٫۱۵ کیلومتر مربع مساحت و ۶٬۳۱۴ نفر جمعیت دارد.